# Песня-95
XXIV песенный фестиваль «Песня года» («Песня-95») проводился в Москве, в декабре 1995 года. 1-2 января 1996 года телеверсия «Песни-95» была показана на ОРТ. Ведущие фестиваля — Ангелина Вовк и Евгений Меньшов.

## Лауреаты фестиваля
| №  | Название песни                | Музыка                             | Стихи                              | Исполнитель                               |
| -- | ----------------------------- | ---------------------------------- | ---------------------------------- | ----------------------------------------- |
| 1  | «7000 над землёй»             | Валерий Сюткин                     | Валерий Сюткин, Сергей Патрушев    | Валерий Сюткин                            |
| 2  | «Конфетти»                    | Игорь Николаев                     | Игорь Николаев                     | Наташа Королёва                           |
| 3  | «Выпьем за любовь»            | Игорь Николаев                     | Игорь Николаев                     | Игорь Николаев                            |
| 4  | «Праздничный стол»            | Владимир Матецкий                  | Михаил Файбушевич                  | Роксана Бабаян                            |
| 5  | «Благослови»                  | Аркадий Укупник                    | Юлия Кадышева                      | Вадим Казаченко                           |
| 6  | «Давай оставим всё, как есть» | Андрей Савченко                    | Евгений Алов                       | Татьяна Овсиенко                          |
| 7  | «Нелюбимая»                   | Еркеш Шакеев                       | Еркеш Шакеев                       | группа «А-Студио»                         |
| 8  | «Ну и что, что обжигалась»    | Лора Квинт                         | Лариса Рубальская                  | Надежда Бабкина                           |
| 9  | «Борька-бабник»               | Георгий Островский                 | Герман Енин                        | группа «Дюна»                             |
| 10 | «Скажи мне правду, атаман»    | Илья Духовный                      | Сергей Патрушев                    | Татьяна Буланова                          |
| 11 | «Догги»                       | Лолита Милявская, Александр Цекало | Лолита Милявская, Александр Цекало | кабаре-дуэт «Академия»                    |
| 12 | «Выпью до дна»                | Дмитрий Маликов                    | Лилия Виноградова                  | Дмитрий Маликов                           |
| 13 | «Узелки»                      | Сергей Коржуков                    | Михаил Танич                       | Алёна Апина                               |
| 14 | «Приди»                       | Игорь Крутой                       | Геворг Эмин                        | Иосиф Кобзон                              |
| 15 | «Лучик солнца»                | Игорь Николаев                     | Игорь Николаев                     | Иосиф Кобзон                              |
| 16 | «До свидания»                 | Руслан Горобец                     | Михаил Танич                       | Лариса Долина                             |
| 17 | «Комбат»                      | Игорь Матвиенко                    | Александр Шаганов                  | группа «Любэ»                             |
| 18 | «Кабриолет»                   | Гарри Голд                         | Илья Резник                        | Любовь Успенская                          |
| 19 | «Падают листья»               | Валерий Зуйков                     | Валерий Зуйков                     | Александр Буйнов                          |
| 20 | «Я и ты»                      | Максим Дунаевский                  | Леонид Дербенёв                    | Маша Распутина                            |
| 21 | «Моя малышка»                 | Игорь Крестовский                  | Дмитрий Панфилов                   | группа «На-На»                            |
| 22 | «Я люблю тебя до слёз»        | Игорь Крутой                       | Игорь Николаев                     | Александр Серов                           |
| 23 | «Остров любви»                | Владимир Матецкий                  | Александр Шаганов                  | София Ротару                              |
| 24 | «Днём и ночью»                | Тончо Русев                        | Леонид Дербенёв                    | Филипп Киркоров                           |
| 25 | «Сэра»                        | Константин Меладзе                 | Константин Меладзе                 | Валерий Меладзе                           |
| 26 | «Верь, любимый мой»           | Владимир Федоренко                 | Илья Резник                        | Азиза                                     |
| 27 | «Мало огня»                   | Максим Фадеев                      | Максим Фадеев                      | Линда                                     |
| 28 | «Мальчик-бродяга»             | Андрей Губин                       | Андрей Губин                       | Андрей Губин                              |
| 29 | «Старый вальс»                | Семён Каминский                    | Семён Каминский                    | Валентина Толкунова, Леонид Серебренников |
| 30 | «Я не буду тебя больше ждать» | Аркадий Укупник                    | Юлия Кадышева                      | Влад Сташевский                           |
| 31 | «Раба любви»                  | Илья Духовный                      | Кирилл Львович                     | Наталья Ветлицкая                         |
| 32 | «У меня нет жены»             | Вадим Байков                       | Владимир Попков                    | Вадим Байков                              |
| 33 | «За милых дам»                | Вячеслав Добрынин                  | Симон Осиашвили                    | Михаил Шуфутинский                        |
| 34 | «Я боюсь твоей любви»         | Вячеслав Добрынин                  | Виталий Полосухин                  | Вячеслав Добрынин                         |
| 35 | «Россия»                      | Владимир Мигуля                    | Александра Очирова                 | Эдита Пьеха                               |
| 36 | «Пой со мной»                 | Сосо Павлиашвили                   | Наталья Шемятенкова                | Сосо Павлиашвили                          |
| 37 | «Самолёт»                     | Александр Шульгин                  | Александр Шульгин, Андрей Зуев     | Валерия                                   |
| 38 | «Моя и близкая, и дальняя»    | Игорь Крутой                       | Римма Казакова                     | Лев Лещенко                               |
| 39 | «Гитара»                      | Виктор Началов                     | Виктор Началов                     | Ирина Понаровская                         |
| 40 | «Бродяга»                     | Олег Газманов                      | Олег Газманов                      | Олег Газманов                             |
| 41 | «Москва-река»                 | Юрий Варум                         | Кирилл Крастошевский               | Анжелика Варум                            |
| 42 | «Пароход»                     | Леонид Агутин                      | Леонид Агутин                      | Леонид Агутин                             |
| 43 | «Я вышла на Пикадилли»        | Раймонд Паулс                      | Виктор Пеленягрэ                   | Лайма Вайкуле                             |
| 44 | «Безответная любовь»          | Игорь Крутой                       | Римма Казакова                     | Ирина Аллегрова                           |
| 45 | «Танго разбитых сердец»       | Юрий Чернавский                    | Александр Маркевич                 | Валерий Леонтьев                          |
| 46 | «Я тебя никому не отдам»      | Алла Пугачёва                      | Лариса Куликова                    | Алла Пугачёва                             |
| 47 | «Бессонница»                  | Алла Пугачёва                      | Леонид Дербенёв                    | Алла Пугачёва                             |
| 48 | «Мэри»                        | Алла Пугачёва                      | Алла Пугачёва                      | Алла Пугачёва, Виктор Зинчук              |